# 白穗紫堇
白穗紫堇（学名：Corydalis trachycarpa var. leucostachya）为罂粟科紫堇属下的一个变种。

## 扩展阅读
- 維基物種上的相關：白穗紫堇